# Ekmania
Genre
Ekmania est un genre d'holothuries (concombres de mer) de la famille des Cucumariidae. 

## Systématique
Le genre Ekmania a été créé en 1991 par Bent Hansen (d) (1925-1988) et J. Douglas McKenzie (d).

## Liste des espèces
Selon World Register of Marine Species (25 juillet 2021) :
- Ekmania barthii (Troschel, 1846)
- Ekmania cylindricus (Ohshima, 1915)
- Ekmania diomedeae (Ohshima, 1915)
- Ekmania glaucum (Ohshima, 1915)

## Publication originale
- (en) Bent Hansen et J. Douglas McKenzie, « A taxonomic review of Northern Atlantic species of Thyonidiinae and Semperiellinae (Echinodermata: Holothuroidea: Dendrochirotida) », Zoological Journal of the Linnean Society, Linnean Society of London et OUP, vol. 103, no 2,‎ octobre 1991, p. 101-127 (ISSN 1096-3642 et 0024-4082, OCLC 01799617, DOI 10.1111/J.1096-3642.1991.TB00899.X).